# Миттон, Роман Романович
Роман Романович Миттон (1801—1890) — участник подавления восстания в Польше в 1831 году и Крымской войны, начальник 1-й конно-артиллерийской, 2-й драгунской и 6-й кавалерийской дивизий, генерал от артиллерии.

## Биография
Родился в 1801 году и происходил «из иностранцев». Образование получил в частном учебном заведении и 3 октября 1820 года был произведён в первый офицерский чин, служил в конной артиллерии.
В 1831 году участвовал в кампании против польских повстанцев, получив за оказанные отличия ордена Святой Анны 3-й степени с бантом и Святого Владимира 4-й степени с бантом.
10 октября 1833 года произведён в полковники и назначен командиром лёгкой № 2 батареи лейб-гвардии Конной артиллерии. 14 ноября 1842 года назначен командующим 1-й конно-артиллерийской дивизией и 8 сентября 1843 года с производством в генерал-майоры утверждён в должности начальника дивизии. В марте 1853 года назначен состоять для особых поручений при начальнике всей артиллерии и был командирован на Кавказ, где принимал участие в сражениях с горцами.
Во время Крымской войны 1853—1856 годов Миттон занимал должность командира 2-й бригады 2-й драгунской дивизии (на июль 1855 года, будучи зачислен кандидатом в начальники лёгкой кавалерийской дивизии), но главнокомандующий Южной армией князь М. Д. Горчаков поручал ему командовать временно объедиёнными в отряд другими частями: в ходе сражения на Чёрной речке он командовал лево-фланговым отрядом (6 батальонов, 8 эскадронов, 10 сотен, 12 орудий); после падения Севастополя в связи со средоточением французских войск против левого крыла русской армии М. Д. Горчаков выдвинул к Ени-Сала отряд Миттона из частей Смоленского резервного, Кременчугского егерского, Финляндского драгунского полков и казачьего № 56 подполковника Золотарёва полка.
В начале 1856 года Миттон был назначен командующим 2-й драгунской дивизией, 26 августа того же года на коронацию Александра II произведён в генерал-лейтенанты и 6 сентября назначен начальником 6-й лёгкой кавалерийской дивизии. В должности начальника дивизии (переименованной в 6-ю кавалерийскую) он оставался 12 лет, а в 1868 или начале 1869 года назначен состоять по запасным войскам и полевой конной артиллерии.
30 августа 1869 года Миттон был произведён в генералы от артиллерии. 21 декабря 1882 года зачислен в запас по полевой конной артиллерии и состоял в запасе и на учёте по Ново-Ушицкому уезду Подольской губернии до конца жизни: в 1890 году в возрасте 89 лет он скончался и приказом от 23 октября был исключён из списков умершим.

## Награды
За свою службу Миттон был награждён многими орденами, в их числе:
- Орден Святой Анны 3-й степени с бантом (1831 год)
- Польский знак отличия за военное достоинство (Virtuti Militari) 4-й степени (1831 год)
- Орден Святого Владимира 4-й степени с бантом (1832 год)
- Орден Святого Станислава 2-й степени (19 января 1834 года)
- Орден Святой Анны 2-й степени (1836 год; Императорская корона к этому ордену пожалована в 1838 году)
- Орден Святого Георгия 4-й степени (5 декабря 1841 года, за беспорочную выслугу 25 лет в офицерских чинах, № 6421 по кавалерскому списку Григоровича — Степанова)
- Орден Святого Владимира 3-й степени (1845 год)
- Орден Святого Станислава 1-й степени (1852 год)
- Орден Святой Анны 1-й степени с мечами (1857 год)
- Орден Святого Владимира 2-й степени с мечами (1863 год)
- Орден Белого орла (1866 год)
- Орден Святого Александра Невского (20 мая 1868 года)

Кроме орденов, он получал и другие поощрения: в 1840 году ему было Высочайше пожаловано 1500 десятин земли, в 1852 году он получил золотую табакерку, украшенную бриллиантами с вензелевым изображением Высочайшего имени, в 1859 году ему было назначено «вместо аренды» по 1500 рублей серебром в год на срок 12 лет (в 1871 году сумма увеличена до 2000 рублей и срок продлён ещё на 6 лет, а затем продлевался и далее).